# Џепчиште
Џепчиште (мкд. Џепчиште) је насеље у Северној Македонији, у северозападном делу државе. Џепчиште припада општини Тетово.
Џепчиште је до 2004. године било седиште истоимене општине, која је потом прикључена општини Тетово.

## Географија
Насеље Џепчиште је смештено у северозападном делу Северне Македоније. Од најближег већег града, Тетова, насеље је удаљено 4 km северно.
Џепчиште се налази у доњем делу историјске области Полог. Насеље је положено на западном ободу Полошког поља. Источно од насеља пружа се поље, а западно се издиже Шар-планина. Надморска висина насеља је приближно 480 метара.
Клима у насељу је умерено континентална.

## Становништво
Џепчиште је према последњем попису из 2002. године имало 4.051 становника.
Претежно становништво у насељу су Албанци (96%), а у мањини су етнички Македонци (2%).
Већинска вероисповест је ислам.